# Thomas och vännerna
Thomas och vännerna, (Thomas the Tank Engine and Friends), är en brittisk TV-serie för barn, producerad av den brittiske TV-producenten Britt Allcroft och premiärvisad i brittisk TV den 9 oktober 1984. Serien bygger på en serie barnböcker, The Railway Series, skapad av författaren, järnvägsentusiasten och kyrkoherden W.V. Awdry. Från och med 2003, TV-seriens 7:e säsong, kortades namnet ner till Thomas & Friends. Thomas & vännerna började visas på TV4 1991/1992 men har även visats på Kanal 5. TV4 sänder nu bara säsong 8 till 13. De första säsongerna dubbades av Louise Raeder, de omdubbades senare tillsammans med dubbning av senare säsonger med Håkan Mohede.
Loken gestaltades tidigare av modelllok, sedan 2008 är dock avsnitten animerade. Förutom TV-serien hade fram till 2019 15 filmer även producerats.

## Handling
Serien handlar om det lilla blå tankloket Thomas äventyr tillsammans med sina vänner vid och runt järnvägen på den fiktiva ön Rälsö (Sodor). Ursprungligen skrevs berättelserna om de förmänskligade loken och vagnarna när Awdrys son Christopher behövde muntras upp efter att ha legat sjuk i mässlingen. Många av berättelserna bygger på författarens egna upplevelser och erfarenheter.

## Medverkande
Röstskådespelare som varit berättarröster i serien:
Storbritannien; Ringo Starr (säsong 1-2), Michael Angelis (säsong 3-16), Mark Moraghan (säsong 17-21), USA￼￼; Ringo Starr (säsong 1-2; 1989) George Carlin (säsong 1-4; 1990-1995), Alec Baldwin (säsong 5-6), Michael Brandon (säsong 7-16) och samma som i Storbritannien Mark Moraghan (säsong 17-21). Den svenska översättningen har berättats av Håkan Mohede för de svenska tittarna fram till säsong 7, fast säsong 1-2 har även berättats av Louise Raeder, då serien visades på svensk TV (TV4) för första gången 1991. Från långfilmen "Ta i så det ryker!" och säsong 8-14 har Claes Ljungmark tagit över Håkans roll.

## Svenska röster
- Thomas - Nick Atkinson
- Edward, Diesel, Harry, Harold och Gnällis - Patrik Martinsson
- Henry, Victor och Rocky - Daniel Bergfalk
- Gordon och Spencer - Johan Hedenberg
- James och Kontrollchefens mor - Niclas Ekholm
- Percy - Kim Sulocki
- Toby - Andreas Eriksson
- Herr Cylinderhatt/Kontrollchefen - Adam Fietz
- Emily, Rosie och Mavis - Jenny Wåhlander
- Kevin - Christian Jernbo
- Berättare - Claes Ljungmark
- Vinjettsång - Simon Strandahl, Mathilda Knutsson och Truls Gilie

## Filmer
- Thomas and the Magic Railroad (2000)
- Thomas & vännerna: Ta i så det ryker! (2005)
- Thomas & vännerna: Den stora upptäckten (2008)
- Thomas & vännerna: Järnvägens hjälte (2009)
- Thomas & vännerna: Dimslöjornas ö (2010)
- Thomas & vännerna: Dieslarnas dag (2011)
- Thomas & vännerna: Mysteriet på Blå berget (2012)
- Thomas & vännerna: Järnvägens konung (2013)
- Thomas & vännerna: En berättelse om mod (2014)
- Thomas & Friends: The Adventure Begins (2015)
- Thomas & Friends: Sodor's Legend of the Lost Treasure (2015)
- Thomas & Friends: The Great Race (2016)
- Thomas & Friends: Journey Beyond Sodor (2017)
- Thomas & vännerna: Stor värld! Stora äventyr! (2018)
- Thomas & vännerna: Den stora tågtävlingen (2021)
- Thomas & vännerna: Mysteriet på Utkiksberget (2022)

## Figurer

### Ånglok
- Thomas (1)
- Edward (2)
- Henry (3)
- Gordon (4)
- James (5)
- Percy (6)
- Toby (7, ångvagn)
- Duck (8)
- Donald (9)
- Douglas (10)
- Oliver (11)
- Emily (12)